# Milford Sound

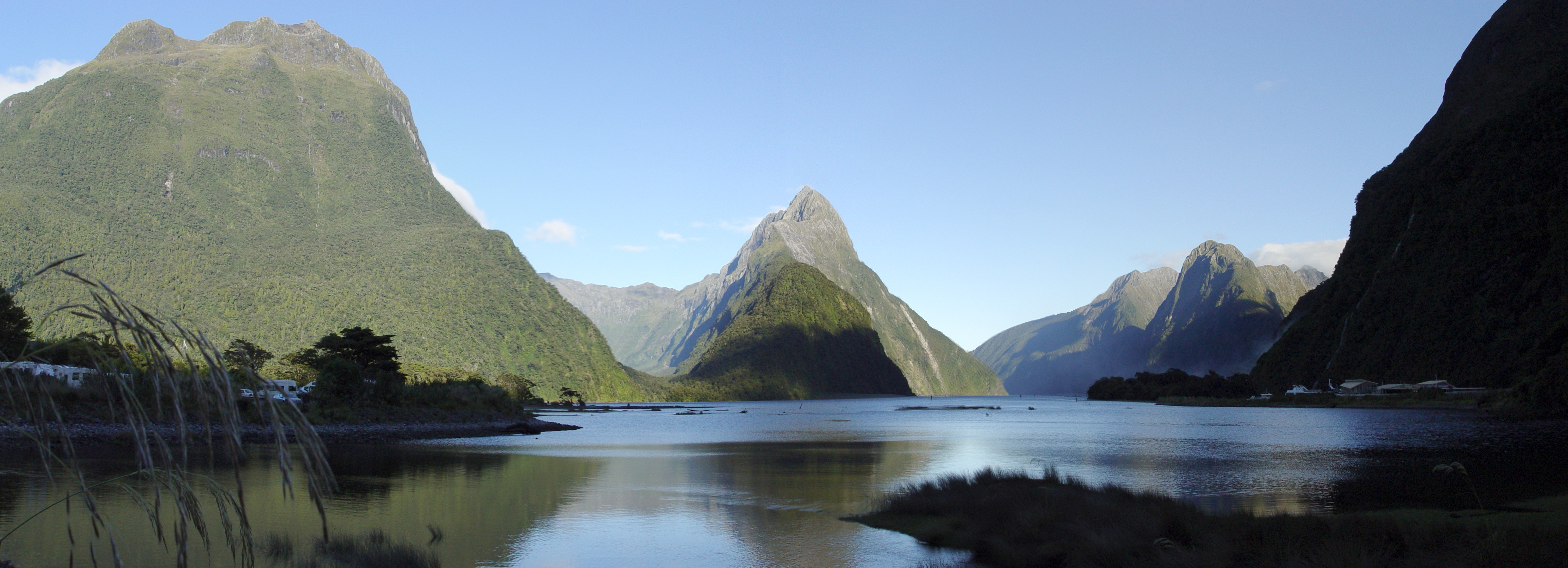
Cảnh Milford Sound

Milford Sound (Piopiotahi trong tiếng Māori) là một vịnh hẹp ở phía tây nam của đảo Nam của New Zealand, trong vườn quốc gia Fiordland, khu bảo tồn biển Piopiotahi (Milford Sound), và địa điểm di sản thế giới Te Wahipounamu. Nó đã được đánh giá điểm đến du lịch hàng đầu thế giới trong một cuộc khảo sát quốc tế (của 2.008 du khách "Sự lựa chọn điểm đến giải thưởng bởi TripAdvisor) và được tuyên bố là điểm đến du lịch của New Zealand nổi tiếng nhất. Rudyard Kipling đã gọi là nó kỳ quan thứ tám của thế giới.
Milford Sound chạy 15 km nội địa từ Biển Tasman tại Điểm Dale - miệng của vịnh nhỏ - và được bao quanh bởi các mặt đá thẳng đứng cao 1.200 mét (3.900 ft) hoặc nhiều hơn về hai bên. Trong số các đỉnh núi có hình Con voi 1.517 mét, có hình dạng trông giống như đầu của một con voi, và Sư tử cao 1.302 mét (4.272 ft), trong hình dạng của một con sư tử cúi mình. Hai bên vách đá là hải cẩu, chim cánh cụt và cá heo thường xuyên các vùng biển và thỉnh thoảng có thể nhìn thấy cá voi.
Milford Sound có hai thác nước chảy quanh năm, thác Lady Bowen và thác Stirling. Tuy nhiên sau đợt mưa to thì có hàng trăm thác tạm chảy theo các vách đá.

## Khí hậu
| Dữ liệu khí hậu của Sân bay Milford Sound (1981−2010) | Dữ liệu khí hậu của Sân bay Milford Sound (1981−2010) | Dữ liệu khí hậu của Sân bay Milford Sound (1981−2010) | Dữ liệu khí hậu của Sân bay Milford Sound (1981−2010) | Dữ liệu khí hậu của Sân bay Milford Sound (1981−2010) | Dữ liệu khí hậu của Sân bay Milford Sound (1981−2010) | Dữ liệu khí hậu của Sân bay Milford Sound (1981−2010) | Dữ liệu khí hậu của Sân bay Milford Sound (1981−2010) | Dữ liệu khí hậu của Sân bay Milford Sound (1981−2010) | Dữ liệu khí hậu của Sân bay Milford Sound (1981−2010) | Dữ liệu khí hậu của Sân bay Milford Sound (1981−2010) | Dữ liệu khí hậu của Sân bay Milford Sound (1981−2010) | Dữ liệu khí hậu của Sân bay Milford Sound (1981−2010) | Dữ liệu khí hậu của Sân bay Milford Sound (1981−2010) |
| Tháng                                                 | 1                                                     | 2                                                     | 3                                                     | 4                                                     | 5                                                     | 6                                                     | 7                                                     | 8                                                     | 9                                                     | 10                                                    | 11                                                    | 12                                                    | Năm                                                   |
| ----------------------------------------------------- | ----------------------------------------------------- | ----------------------------------------------------- | ----------------------------------------------------- | ----------------------------------------------------- | ----------------------------------------------------- | ----------------------------------------------------- | ----------------------------------------------------- | ----------------------------------------------------- | ----------------------------------------------------- | ----------------------------------------------------- | ----------------------------------------------------- | ----------------------------------------------------- | ----------------------------------------------------- |
| Trung bình ngày tối đa °C (°F)                        | 18.9 (66.0)                                           | 19.3 (66.7)                                           | 17.8 (64.0)                                           | 15.5 (59.9)                                           | 12.4 (54.3)                                           | 9.6 (49.3)                                            | 9.2 (48.6)                                            | 11.4 (52.5)                                           | 13.1 (55.6)                                           | 14.5 (58.1)                                           | 16.0 (60.8)                                           | 17.5 (63.5)                                           | 14.6 (58.3)                                           |
| Trung bình ngày °C (°F)                               | 14.7 (58.5)                                           | 14.8 (58.6)                                           | 13.3 (55.9)                                           | 11.0 (51.8)                                           | 8.4 (47.1)                                            | 5.9 (42.6)                                            | 5.3 (41.5)                                            | 6.9 (44.4)                                            | 8.6 (47.5)                                            | 10.1 (50.2)                                           | 11.8 (53.2)                                           | 13.4 (56.1)                                           | 10.3 (50.5)                                           |
| Tối thiểu trung bình ngày °C (°F)                     | 10.4 (50.7)                                           | 10.3 (50.5)                                           | 8.8 (47.8)                                            | 6.6 (43.9)                                            | 4.5 (40.1)                                            | 2.2 (36.0)                                            | 1.3 (34.3)                                            | 2.4 (36.3)                                            | 4.1 (39.4)                                            | 5.7 (42.3)                                            | 7.5 (45.5)                                            | 9.3 (48.7)                                            | 6.1 (43.0)                                            |
| Lượng Giáng thủy trung bình mm (inches)               | 722.0 (28.43)                                         | 454.7 (17.90)                                         | 595.1 (23.43)                                         | 533.2 (20.99)                                         | 596.6 (23.49)                                         | 487.1 (19.18)                                         | 423.7 (16.68)                                         | 463.5 (18.25)                                         | 551.4 (21.71)                                         | 640.3 (25.21)                                         | 548.0 (21.57)                                         | 700.1 (27.56)                                         | 6.715,4 (264.39)                                      |
| Số ngày giáng thủy trung bình (≥ 1.0 mm)              | 15.9                                                  | 13.1                                                  | 14.9                                                  | 14.5                                                  | 16.0                                                  | 15.5                                                  | 14.1                                                  | 16.1                                                  | 17.3                                                  | 18.5                                                  | 15.4                                                  | 17.7                                                  | 189.0                                                 |
| Độ ẩm tương đối trung bình (%)                        | 91.5                                                  | 92.7                                                  | 93.2                                                  | 94.1                                                  | 93.8                                                  | 94.2                                                  | 93.3                                                  | 93.2                                                  | 92.5                                                  | 91.0                                                  | 88.4                                                  | 89.2                                                  | 92.3                                                  |
| Nguồn: NIWA Climate Data                              |                                                       |                                                       |                                                       |                                                       |                                                       |                                                       |                                                       |                                                       |                                                       |                                                       |                                                       |                                                       |                                                       |